# Trichesthes lenis
Trichesthes lenis är en skalbaggsart som beskrevs av Horn 1887. Trichesthes lenis ingår i släktet Trichesthes och familjen Melolonthidae. Inga underarter finns listade i Catalogue of Life.